# لينان شي
لينان شي (بالأيرلندية: Leanan Sidhe)؛ روح مصاصة دماء في جزيرة مان بينما هي في إيرلندا ربة الشعر. ومن يستوحيها يعيشون حياة مجيدة ولكنها قصيرة.